# Arbo Valdma

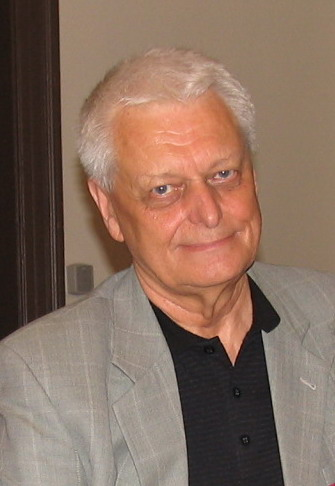
Arbo Valdma

Dr. Arbo Valdma (Pärnu, 20 februari 1942) is een Estisch pianist en muziekdocent. Hij is een etnische Est van Servische afkomst.
Hij studeerde in Tallinn bij Bruno Lukk en kreeg zijn doctoraat van het Conservatorium van Moskou, waar hij studeerde bij Nina Emelyanova. Hij is docent piano aan de kunstacademie van Novi Sad (Servië) (sedert 1979), aan de Faculteit Muziek in Belgrado (sedert 1984) en in Keulen (sedert 1992). Valdma is een van de stichtende leden van de European Piano Teachers Association (EPTA). Onder zijn studenten zijn onder andere Natasa Veljkovic, Rita Kinka, Aleksandar Madžar, Vladimir Valjarević, Dorian Leljak, Dejan Sinadinović en Søren Nils Eichberg noemenswaardig.